# Gretl Braun
Margarete Berta Braun, detta Gretl (Monaco di Baviera, 31 agosto 1915 – Steingaden, 10 ottobre 1987), è stata una fotografa tedesca, nota per essere stata la sorella di Eva Braun e la moglie di Hermann Fegelein.

## Biografia

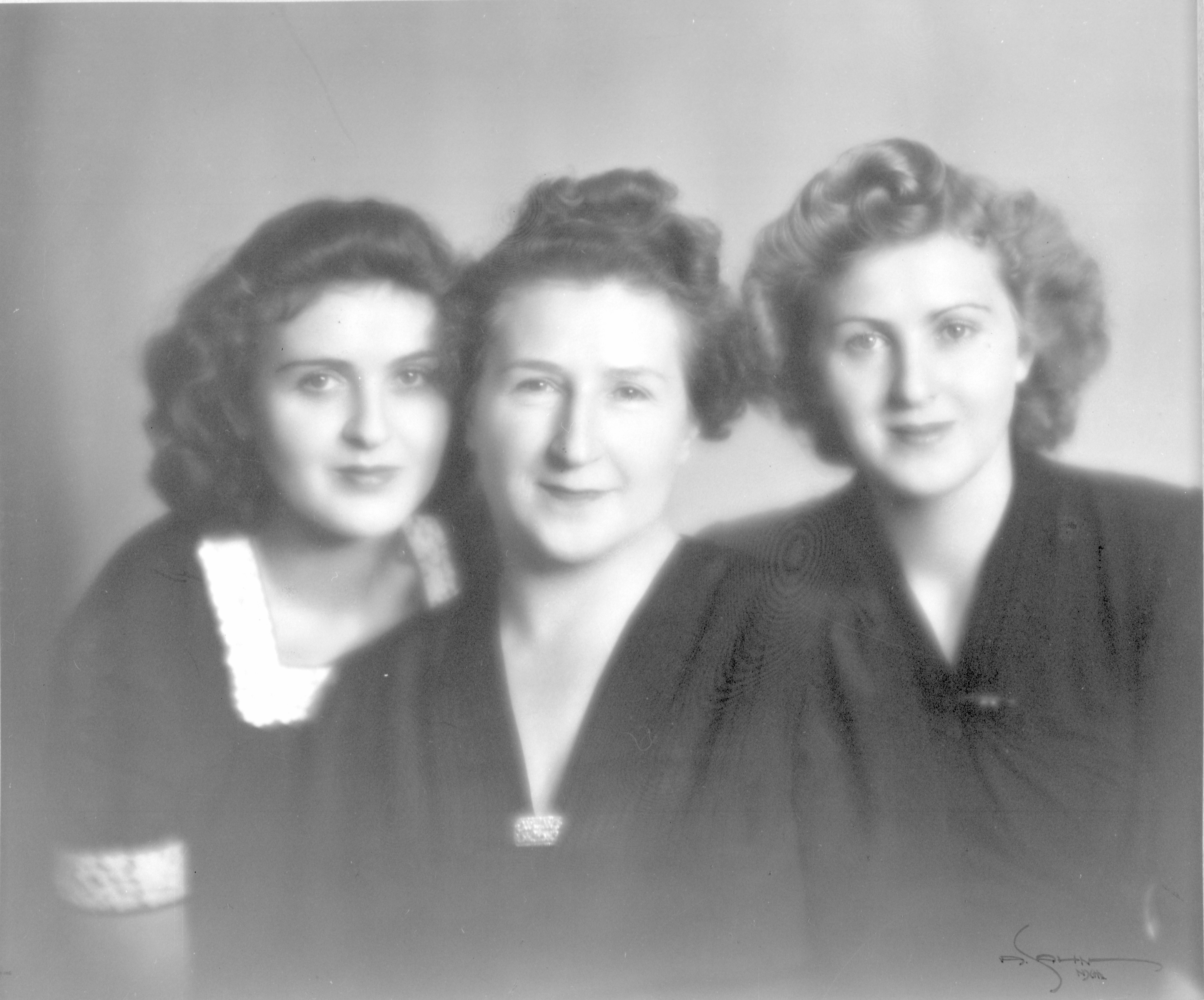
Gretl insieme a sua madre Franziska e a sua sorella Eva, alle quali era molto legata.

### Le origini
Gretl Braun nacque come ultimogenita dell'insegnante protestante Friedrich "Fritz" Braun e della sarta cattolica Franziska "Fanny" Kronberger; le sue sorelle erano:
- Ilse (1909 - 1979), non interessata al nazionalsocialismo e rimasta sempre in disparte[3], svolgendo il mestiere di impiegata e segretaria dal 1929 in poi (impiegata come segretaria per un medico ebreo, perse il posto quando costui fu colpito dalle leggi di Norimberga e costretto ad emigrare);
- Eva (1912 - 1945), impiegata prima come commessa presso lo studio fotografico di Heinrich Hoffmann dal 1929 al 1935 e poi divenuta l'amante di Adolf Hitler, sposandolo nel penultimo giorno della sua vita.

Molto simile in viso alla sorella Eva, se ne distingueva soprattutto per i capelli neri, oltre alla statura leggermente maggiore.

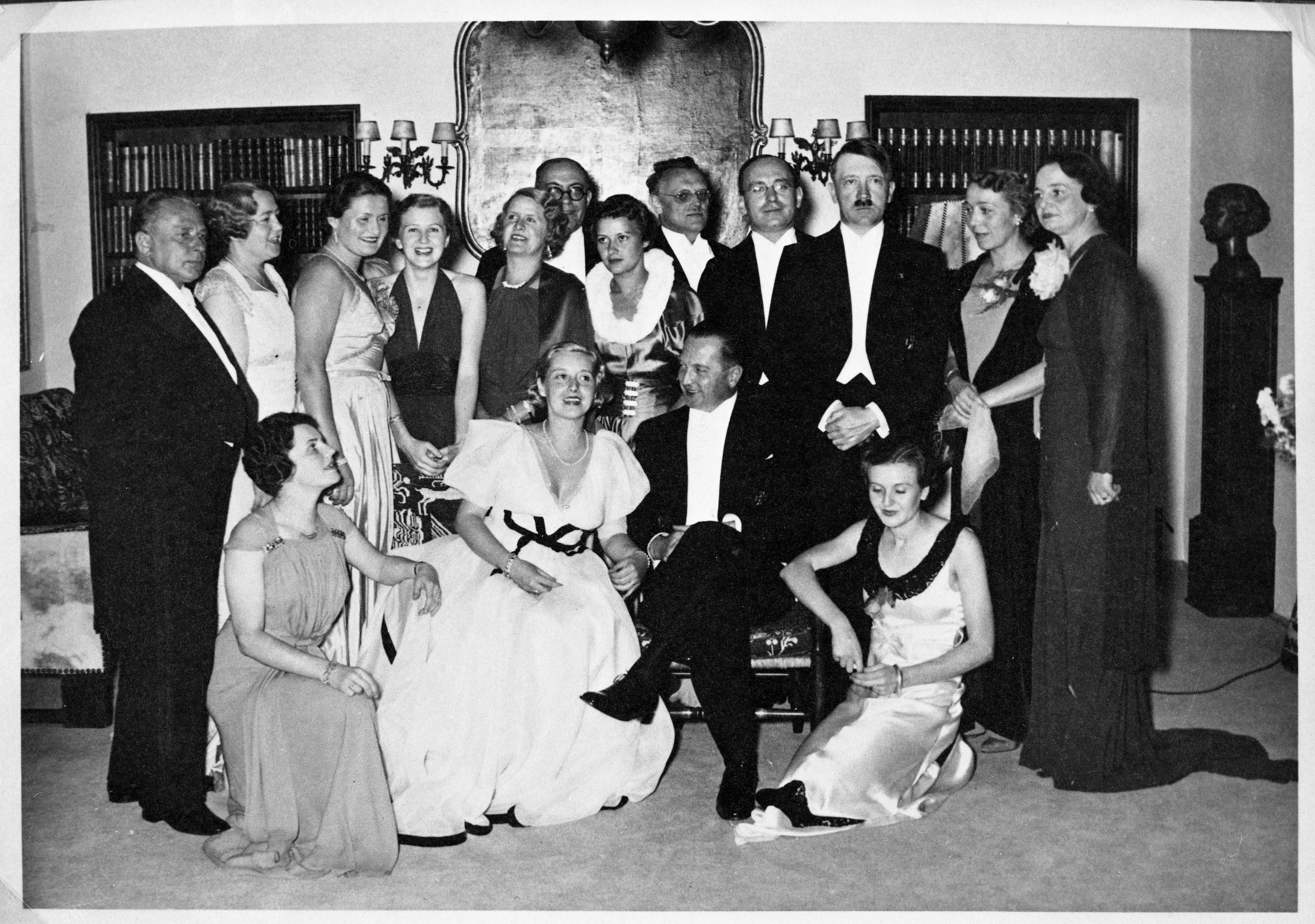
Gretl Braun, sua sorella Eva e Adolf Hitler a un matrimonio di una loro amica a Monaco, agosto 1937

### Nel Terzo Reich
Dopo aver frequentato le scuole superiori fino a 16 anni, nel 1931 viene impiegata nello studio fotografico di Heinrich Hoffmann a Monaco, lo stesso in cui era impiegata già da due anni sua sorella Eva, ove conobbe la figlia del proprietario Henriette Hoffmann, il futuro cancelliere Adolf Hitler e molte altre persone della classe media e borghese della città.
Dopo il suicidio di sua nipote Angelika Raubal nell'autunno 1931 e quello tentato da Eva Braun l'anno dopo, Hitler iniziò a interessarsi e ad affezionarsi alle sorelle Braun, cominciando a far loro dei regali: nel 1935 donò loro un appartamento di tre stanze in città e l'anno dopo una villa nel quartiere di Bogenhausen. 

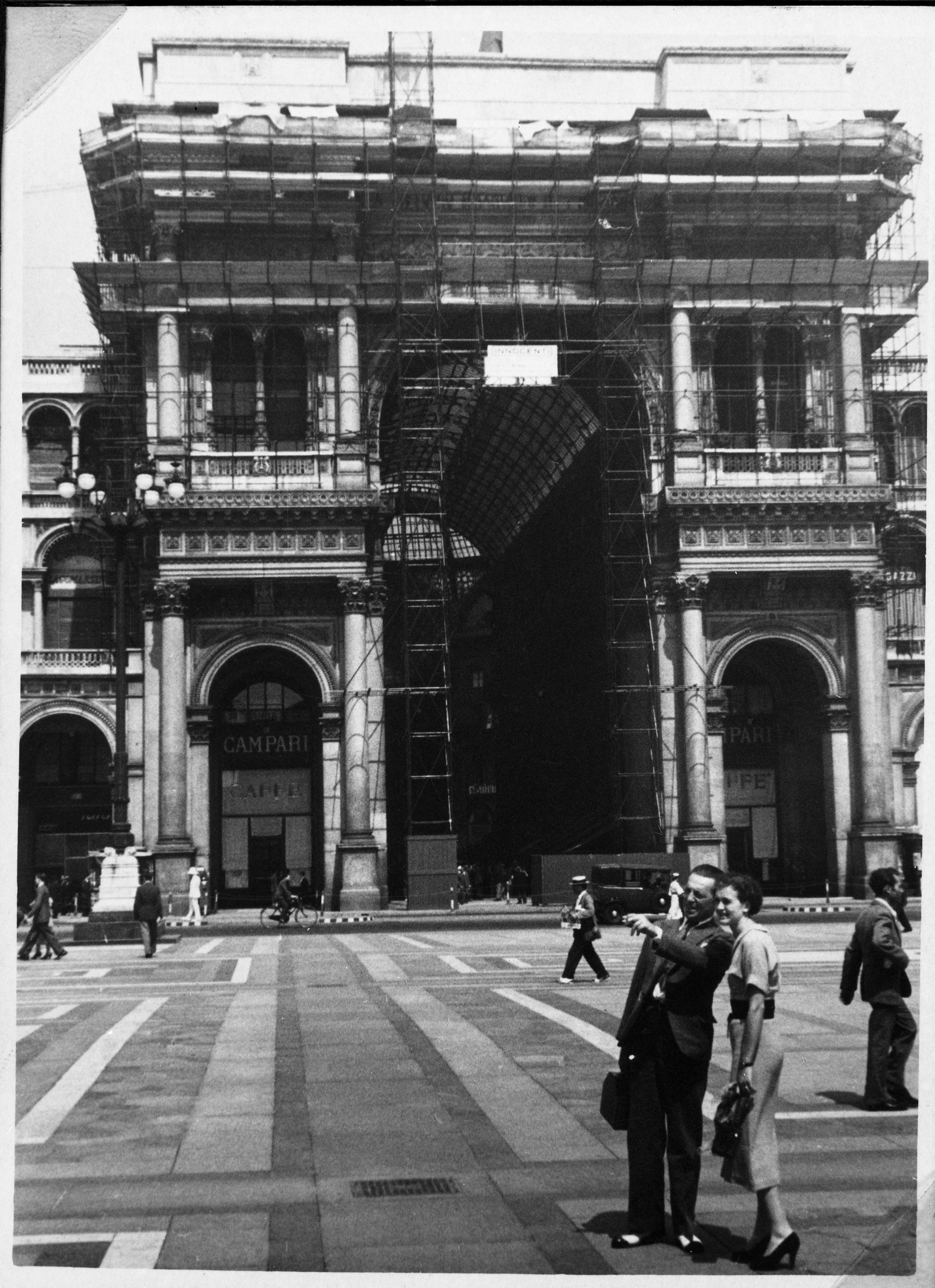
Nell'estate del 1941 le sorelle Braun si recarono in Italia per turismo. Gretl è in primo piano mentre chiede delle informazioni a un passante in piazza del Duomo a Milano

Le due sorelle Braun, inseparabili, cominciarono a frequentare assiduamente il cancelliere nel suo tempo libero, specie ogni estate presso il Berghof, dove esse erano spesso le intrattenitrici di ogni gruppo di persone che veniva a visitare il cancelliere. Allo stesso modo esse si inserirono perfettamente nella borghesia bavarese, come dimostrato dall'oltre migliaio di fotografie custodite negli archivi nazionali statunitensi e confiscate ad Hoffmann stesso.
Nel 1941 Gretl e sua sorella si recarono in visita in Italia per turismo, visitando Milano, Bologna, Venezia e Firenze. 
Sviluppando una grande passione per la fotografia al pari di sua sorella Eva, nel 1943 Gretl frequentò la Bayerische Staatslehranstalt für Lichtbildwesen (la storica scuola universitaria di Monaco per la fotografia, dal 2002 facente parte dell'Università delle Scienze Applicate, o FHM).

#### Il matrimonio con Hermann Fegelein (1944-1945)
Dopo vari corteggiamenti e affair amorosi (il più serio dei quali fu quello con Fritz Darges, aiutante personale di Hitler che lui stesso licenziò e inviò al fronte a seguito di un litigio nel luglio 1944), alla fine Gretl si innamorò di Hermann Fegelein, aiutante personale di Heinrich Himmler e suo braccio destro nei rapporti con il Führer.
Il matrimonio si celebrò il 3 giugno 1944, appena pochi giorni prima dello sbarco in Normandia e dell'operazione Bagration, con una cerimonia festosa e complessa che vide la presenza dello stesso dittatore tedesco. Dal 14 luglio 1944 Hitler lasciò per sempre il Berghof, terminando la sua vita pubblica e sociale e dedicandosi esclusivamente alle questioni militari nei suoi quartier generali. Dopo una breve visita alla Cancelleria di Berlino a fine gennaio 1945, le due sorelle Braun ritornarono a Monaco dalla loro famiglia, ma Eva decise subito dopo di ripartire per Berlino, per assistere Hitler fino alla fine.
Mentre Gretl era già prossima a partorire sua figlia, suo marito venne fucilato per ordine di Hitler il 28 aprile 1945, quando quest'ultimo scoprì che Himmler aveva presentato a Lubecca un'offerta di capitolazione agli alleati tramite il conte Folke Bernadotte. Gretl partorì proprio al Berghof il 5 maggio una figlia, cui diede il nome di Eva Barbara, in ricordo di sua sorella.

### Nel dopoguerra
Nonostante facesse parte dell'entourage di Hitler, Gretl ne uscì quasi indenne e non subì alcuna condanna dai tribunali volti alla denazificazione della Germania.
Il 6 febbraio 1954 - nell'anniversario della nascita della sorella Eva - si risposò in seconde nozze con Kurt Berlinghoff. Nel 1971 sua figlia Eva Barbara si suicidò dopo aver perso il fidanzato in un incidente stradale. Nel corso degli anni poco a poco morirono i suoi familiari più stretti, fino a che rimase l'ultima in vita: morì infine nell'ottobre 1987.